# El Super
El Super è un film del 1979 diretto da Leon Ichaso e Orlando Jiménez Leal, tratto dall'opera teatrale di Iván Acosta.

## Trama
Roberto e Aurelia sono emigrati da Cuba negli USA per motivi politici, vivono a New York City con la figlia di 17 anni Aurelita. Roberto è diventato l'amministratore di condominio dello stabile in cui vivono ma nonostante questo le loro vite non scorrono tranquille a causa dell'irrequieta figlia che fuma marijuana e adora la disco dance e il mondo che vi gravita attorno.